# Сан Донато ди Нинеа
Сан Дона̀то ди Нинѐа (на италиански: San Donato di Ninea) е село и община в Южна Италия, провинция Козенца, регион Калабрия. Разположено е на 720 m надморска височина. Населението на общината е 1473 души (към 2012 г.).